# Epirrita dilutata
Epirrita dilutata là một loài bướm đêm trong họ Geometridae.

## Hình ảnh

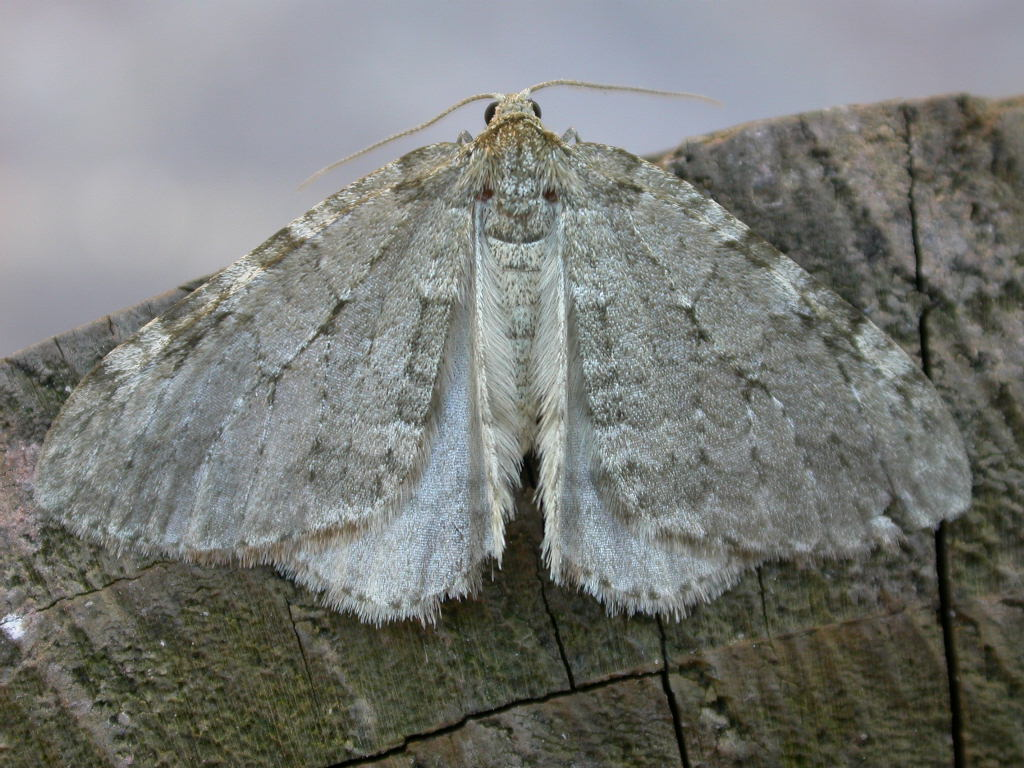
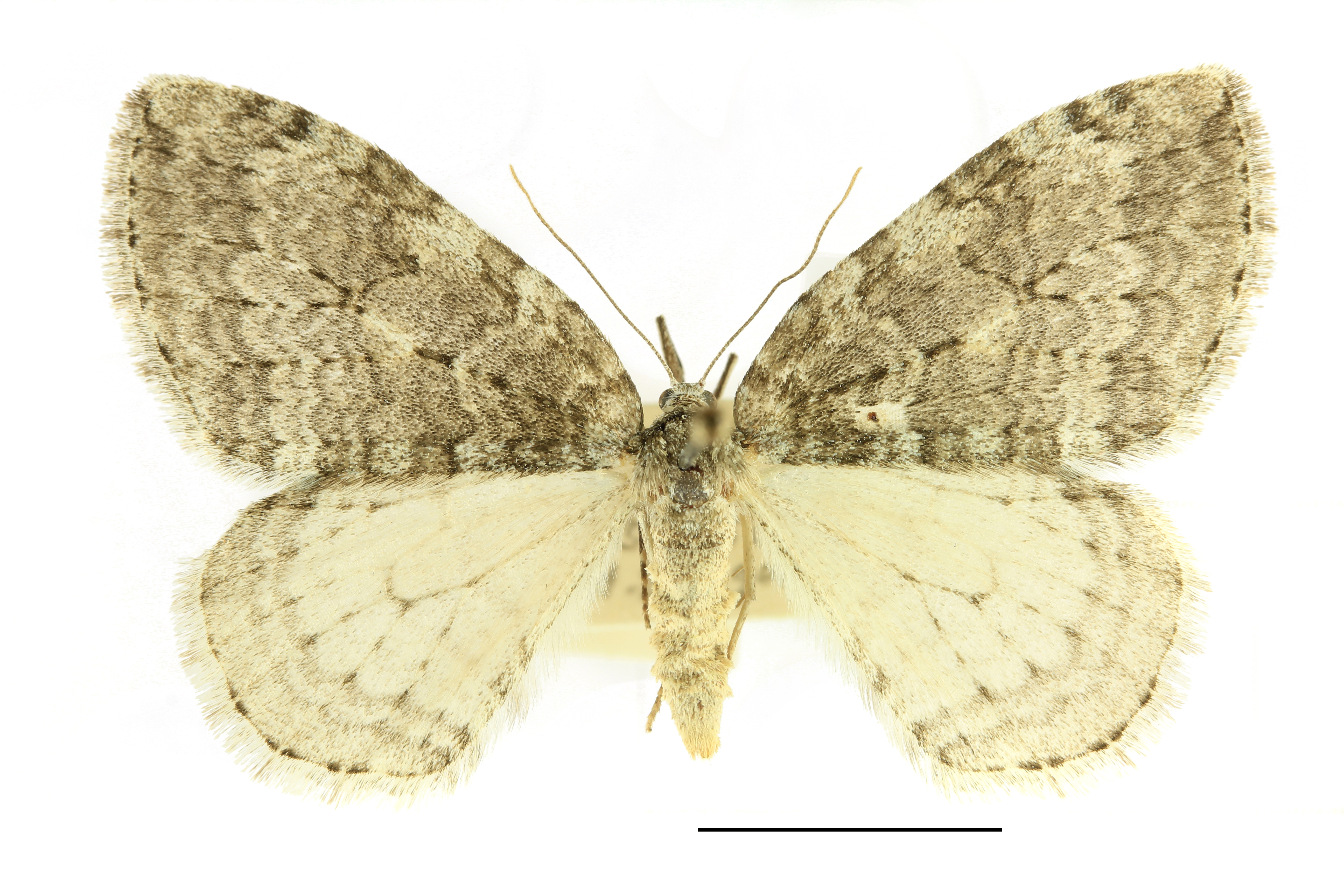
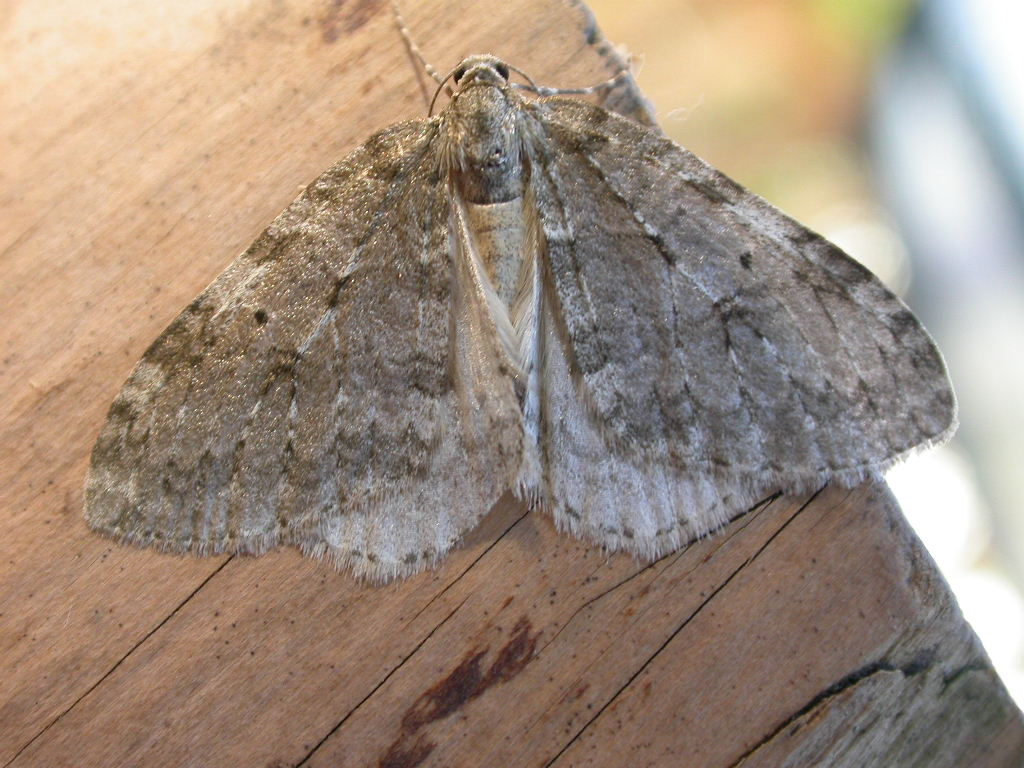
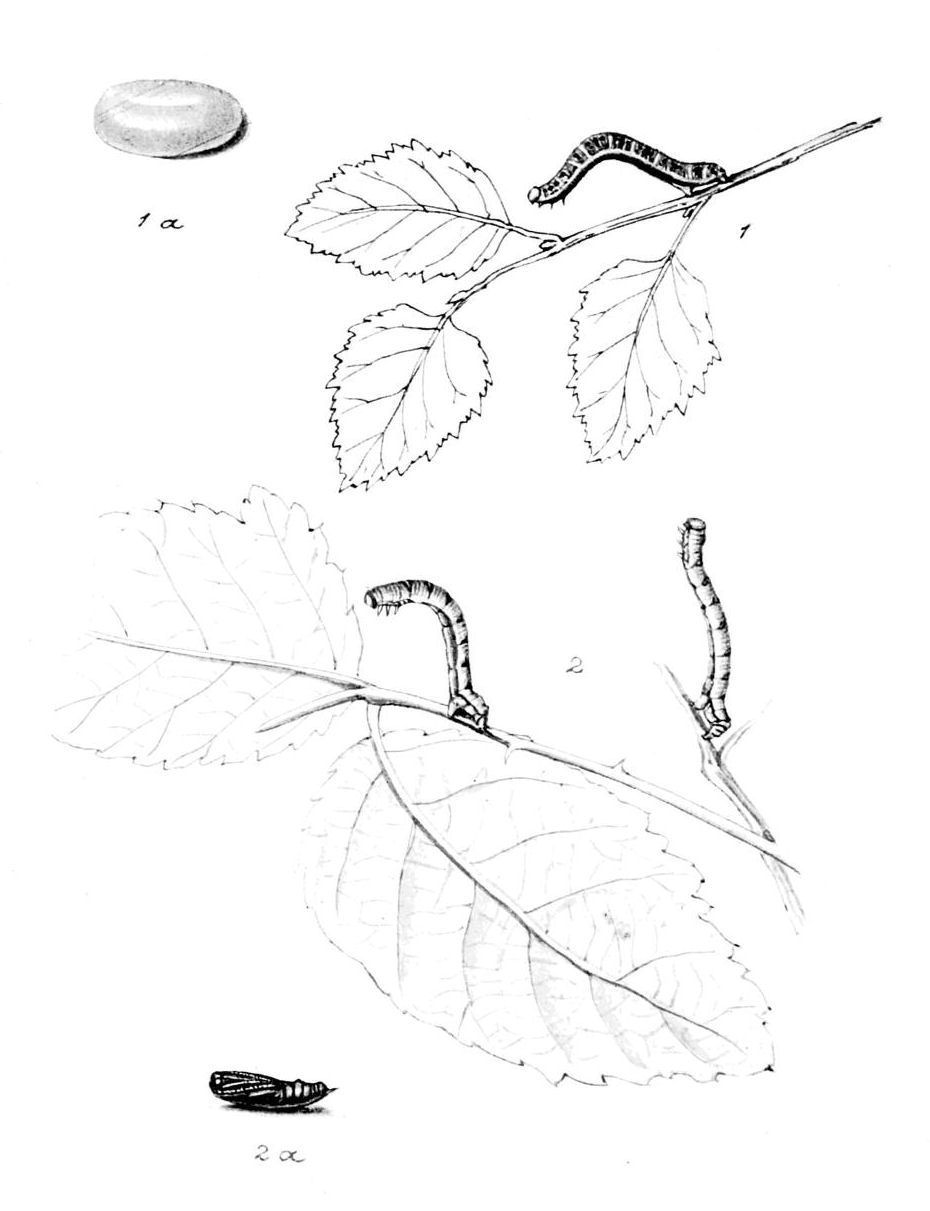